# Камишеваха (Аксайський район)
Камишеваха — хутір в Аксайському районі Ростовської області, належить до Великолозького сільського поселення.
Населення — 669 осіб (2010 рік).

## Географія
Хутір Камишеваха розташовано над Камишевахою, — лівою притокою Темерника на північно-східній межі Ростова-на-Дону.

### Вулиці
- вул. Аксайська,
- вул. Аметистова,
- вул. Гранітна,
- вул. Дуднинська,
- вул. Єнісейська,
- вул. Лазурітова,
- вул. Малахітова,
- вул. Норильська,
- вул. Озерна,
- вул. Рубінова,
- вул. Таймирська,
- вул. Феонітова,
- вул. Центральна,
- вул. Юності,
- вул. Донська.